# Liolaemus hellmichi
Liolaemus hellmichi је гмизавац из реда Squamata.

## Угроженост
Подаци о распрострањености ове врсте су недовољни.

## Распрострањење
Чиле је једино познато природно станиште врсте.

## Станиште
Врста Liolaemus hellmichi има станиште на копну.